# Chasteaux
 Chasteaux  (en occitano Chasteus) es una comuna y población de Francia, en la región de Lemosín, departamento de Corrèze, en el distrito de Brive-la-Gaillarde y cantón de Larche.
Su población en el censo de 2008 era de 536 habitantes.
Está integrada en la Communauté de communes Vézère-Larche.

## Demografía
| 389 | 413 | 363 | 391 | 455 | 512 | 536 |
| Para los censos de 1962 a 1999 la población legal corresponde a la población sin duplicidades (Fuente: INSEE [Consultar]) |     |     |     |     |     |     |